# Ґавронець (Свецький повіт)
Ґавронець (пол. Gawroniec) — село в Польщі, у гміні Буковець Свецького повіту Куявсько-Поморського воєводства.
Населення — 469 осіб (2011).
У 1975-1998 роках село належало до Бидгощського воєводства.

## Демографія
Демографічна структура станом на 31 березня 2011 року:
|          | Загалом | Допрацездатний вік | Працездатний вік | Постпрацездатний вік |
| -------- | ------- | ------------------ | ---------------- | -------------------- |
| Чоловіки | 239     | 55                 | 163              | 21                   |
| Жінки    | 230     | 37                 | 139              | 54                   |
| Разом    | 469     | 92                 | 302              | 75                   |